# Список астероїдів (43801—43900)
| Назва                              | Тимчасове позначення | Дата відкриття    | Місце відкриття                              | Відкривач                                    |
| ---------------------------------- | -------------------- | ----------------- | -------------------------------------------- | -------------------------------------------- |
| (43801) 1991 PL15                  | 1991 PL15            | 8 серпня 1991     | Паломарська обсерваторія                     | Генрі Гольт                                  |
| (43802) 1991 PY18                  | 1991 PY18            | 10 серпня 1991    | Паломарська обсерваторія                     | Генрі Гольт                                  |
| (43803) 1991 RH2                   | 1991 RH2             | 7 вересня 1991    | Обсерваторія Ґейсей                          | Тсутому Секі                                 |
| 43804 Peterting                    | 1991 RL4             | 10 вересня 1991   | Обсерваторія Карла Шварцшильда               | Лутц Шмадель, Ф. Бернґен                     |
| (43805) 1991 RQ5                   | 1991 RQ5             | 13 вересня 1991   | Паломарська обсерваторія                     | Генрі Гольт                                  |
| 43806 Огюстпіккар (Augustepiccard) | 1991 RG7             | 13 вересня 1991   | Обсерваторія Карла Шварцшильда               | Ф. Бернґен, Лутц Шмадель                     |
| (43807) 1991 RC11                  | 1991 RC11            | 13 вересня 1991   | Паломарська обсерваторія                     | Генрі Гольт                                  |
| (43808) 1991 RF11                  | 1991 RF11            | 13 вересня 1991   | Паломарська обсерваторія                     | Генрі Гольт                                  |
| (43809) 1991 RE14                  | 1991 RE14            | 13 вересня 1991   | Паломарська обсерваторія                     | Генрі Гольт                                  |
| (43810) 1991 RJ20                  | 1991 RJ20            | 14 вересня 1991   | Паломарська обсерваторія                     | Генрі Гольт                                  |
| (43811) 1991 RA24                  | 1991 RA24            | 11 вересня 1991   | Паломарська обсерваторія                     | Генрі Гольт                                  |
| (43812) 1991 RJ29                  | 1991 RJ29            | 13 вересня 1991   | Паломарська обсерваторія                     | Генрі Гольт                                  |
| 43813 Kuhner                       | 1991 TQ2             | 7 жовтня 1991     | Обсерваторія Карла Шварцшильда               | Лутц Шмадель, Ф. Бернґен                     |
| (43814) 1991 UE1                   | 1991 UE1             | 18 жовтня 1991    | Обсерваторія Кушіро                          | Сейджі Уеда, Хіроші Канеда                   |
| (43815) 1991 VD4                   | 1991 VD4             | 3 листопада 1991  | Паломарська обсерваторія                     | Е. Гелін                                     |
| (43816) 1992 CN2                   | 1992 CN2             | 2 лютого 1992     | Обсерваторія Ла-Сілья                        | Ерік Вальтер Ельст                           |
| (43817) 1992 EF22                  | 1992 EF22            | 1 березня 1992    | Обсерваторія Ла-Сілья                        | UESAC                                        |
| (43818) 1992 ET32                  | 1992 ET32            | 2 березня 1992    | Обсерваторія Ла-Сілья                        | UESAC                                        |
| (43819) 1992 LL                    | 1992 LL              | 3 червня 1992     | Паломарська обсерваторія                     | Ґреґорі Леонард                              |
| (43820) 1992 PP1                   | 1992 PP1             | 8 серпня 1992     | Коссоль                                      | Ерік Вальтер Ельст                           |
| (43821) 1992 RL3                   | 1992 RL3             | 2 вересня 1992    | Обсерваторія Ла-Сілья                        | Ерік Вальтер Ельст                           |
| (43822) 1992 RP5                   | 1992 RP5             | 2 вересня 1992    | Обсерваторія Ла-Сілья                        | Ерік Вальтер Ельст                           |
| (43823) 1992 SV24                  | 1992 SV24            | 29 вересня 1992   | Паломарська обсерваторія                     | Генрі Гольт                                  |
| (43824) 1992 SY24                  | 1992 SY24            | 30 вересня 1992   | Паломарська обсерваторія                     | Генрі Гольт                                  |
| (43825) 1992 UJ5                   | 1992 UJ5             | 25 жовтня 1992    | Окутама                                      | Цуному Хіокі, Шудзі Хаякава                  |
| (43826) 1992 UC6                   | 1992 UC6             | 28 жовтня 1992    | Обсерваторія Кушіро                          | Сейджі Уеда, Хіроші Канеда                   |
| (43827) 1993 BV5                   | 1993 BV5             | 27 січня 1993     | Коссоль                                      | Ерік Вальтер Ельст                           |
| (43828) 1993 FB5                   | 1993 FB5             | 17 березня 1993   | Обсерваторія Ла-Сілья                        | UESAC                                        |
| (43829) 1993 FB19                  | 1993 FB19            | 17 березня 1993   | Обсерваторія Ла-Сілья                        | UESAC                                        |
| (43830) 1993 FZ21                  | 1993 FZ21            | 21 березня 1993   | Обсерваторія Ла-Сілья                        | UESAC                                        |
| (43831) 1993 FP29                  | 1993 FP29            | 21 березня 1993   | Обсерваторія Ла-Сілья                        | UESAC                                        |
| (43832) 1993 FA33                  | 1993 FA33            | 19 березня 1993   | Обсерваторія Ла-Сілья                        | UESAC                                        |
| (43833) 1993 FF34                  | 1993 FF34            | 19 березня 1993   | Обсерваторія Ла-Сілья                        | UESAC                                        |
| (43834) 1993 FC45                  | 1993 FC45            | 19 березня 1993   | Обсерваторія Ла-Сілья                        | UESAC                                        |
| (43835) 1993 FM45                  | 1993 FM45            | 19 березня 1993   | Обсерваторія Ла-Сілья                        | UESAC                                        |
| (43836) 1993 FX45                  | 1993 FX45            | 19 березня 1993   | Обсерваторія Ла-Сілья                        | UESAC                                        |
| (43837) 1993 FN49                  | 1993 FN49            | 19 березня 1993   | Обсерваторія Ла-Сілья                        | UESAC                                        |
| (43838) 1993 FW49                  | 1993 FW49            | 19 березня 1993   | Обсерваторія Ла-Сілья                        | UESAC                                        |
| (43839) 1993 FC60                  | 1993 FC60            | 19 березня 1993   | Обсерваторія Ла-Сілья                        | UESAC                                        |
| (43840) 1993 FE76                  | 1993 FE76            | 21 березня 1993   | Обсерваторія Ла-Сілья                        | UESAC                                        |
| 43841 Марктацит (Marcustacitus)    | 1993 HB              | 17 квітня 1993    | Обсерваторія Санта-Лючія Стронконе           | Обсерваторія Санта-Лючія Стронконе           |
| (43842) 1993 MR                    | 1993 MR              | 26 червня 1993    | Фарра-д'Ізонцо                               | Фарра-д'Ізонцо                               |
| 43843 Cleynaerts                   | 1993 NC2             | 12 липня 1993     | Обсерваторія Ла-Сілья                        | Ерік Вальтер Ельст                           |
| 43844 Rowling                      | 1993 OX2             | 25 липня 1993     | Обсерваторія Менесташ-Рідж                   | М. Гаммерґрен                                |
| (43845) 1993 OS9                   | 1993 OS9             | 20 липня 1993     | Обсерваторія Ла-Сілья                        | Ерік Вальтер Ельст                           |
| (43846) 1993 PV8                   | 1993 PV8             | 15 серпня 1993    | Коссоль                                      | Ерік Вальтер Ельст, Крістіан Поллас          |
| (43847) 1993 QQ5                   | 1993 QQ5             | 17 серпня 1993    | Коссоль                                      | Ерік Вальтер Ельст                           |
| (43848) 1993 QP9                   | 1993 QP9             | 20 серпня 1993    | Обсерваторія Ла-Сілья                        | Ерік Вальтер Ельст                           |
| (43849) 1993 RB11                  | 1993 RB11            | 14 вересня 1993   | Обсерваторія Ла-Сілья                        | Анрі Дебеонь, Ерік Вальтер Ельст             |
| (43850) 1993 SB14                  | 1993 SB14            | 16 вересня 1993   | Обсерваторія Ла-Сілья                        | Анрі Дебеонь, Ерік Вальтер Ельст             |
| (43851) 1993 TL1                   | 1993 TL1             | 15 жовтня 1993    | Обсерваторія Кітамі                          | Кін Ендате, Кадзуро Ватанабе                 |
| (43852) 1993 TH28                  | 1993 TH28            | 9 жовтня 1993     | Обсерваторія Ла-Сілья                        | Ерік Вальтер Ельст                           |
| (43853) 1993 TM29                  | 1993 TM29            | 9 жовтня 1993     | Обсерваторія Ла-Сілья                        | Ерік Вальтер Ельст                           |
| (43854) 1993 TO31                  | 1993 TO31            | 9 жовтня 1993     | Обсерваторія Ла-Сілья                        | Ерік Вальтер Ельст                           |
| (43855) 1993 TX36                  | 1993 TX36            | 9 жовтня 1993     | Обсерваторія Ла-Сілья                        | Ерік Вальтер Ельст                           |
| (43856) 1993 UV4                   | 1993 UV4             | 20 жовтня 1993    | Обсерваторія Ла-Сілья                        | Ерік Вальтер Ельст                           |
| (43857) 1993 VP2                   | 1993 VP2             | 15 листопада 1993 | Обсерваторія Ґейсей                          | Тсутому Секі                                 |
| (43858) 1994 AT                    | 1994 AT              | 4 січня 1994      | Обсерваторія Оїдзумі                         | Такао Кобаяші                                |
| 43859 Наояяно (Naoyayano)          | 1994 AN15            | 9 січня 1994      | Обсерваторія Оїдзумі                         | Такао Кобаяші, Хіросі Фудзії                 |
| (43860) 1994 CQ9                   | 1994 CQ9             | 7 лютого 1994     | Обсерваторія Ла-Сілья                        | Ерік Вальтер Ельст                           |
| (43861) 1994 CT13                  | 1994 CT13            | 8 лютого 1994     | Обсерваторія Ла-Сілья                        | Ерік Вальтер Ельст                           |
| (43862) 1994 EK1                   | 1994 EK1             | 6 березня 1994    | Обсерваторія Оїдзумі                         | Такао Кобаяші                                |
| (43863) 1994 EU6                   | 1994 EU6             | 9 березня 1994    | Коссоль                                      | Ерік Вальтер Ельст                           |
| (43864) 1994 GM3                   | 1994 GM3             | 6 квітня 1994     | Обсерваторія Кітт-Пік                        | Spacewatch                                   |
| (43865) 1994 PX9                   | 1994 PX9             | 10 серпня 1994    | Обсерваторія Ла-Сілья                        | Ерік Вальтер Ельст                           |
| (43866) 1994 PG19                  | 1994 PG19            | 12 серпня 1994    | Обсерваторія Ла-Сілья                        | Ерік Вальтер Ельст                           |
| (43867) 1994 PO28                  | 1994 PO28            | 12 серпня 1994    | Обсерваторія Ла-Сілья                        | Ерік Вальтер Ельст                           |
| (43868) 1994 PL35                  | 1994 PL35            | 10 серпня 1994    | Обсерваторія Ла-Сілья                        | Ерік Вальтер Ельст                           |
| (43869) 1994 RD11                  | 1994 RD11            | 10 вересня 1994   | Обсерваторія Сайдинг-Спрінг                  | Роберт Макнот                                |
| (43870) 1994 TX                    | 1994 TX              | 2 жовтня 1994     | Обсерваторія Кітамі                          | Кін Ендате, Кадзуро Ватанабе                 |
| (43871) 1994 TW15                  | 1994 TW15            | 13 жовтня 1994    | Астрономічна обсерваторія Мадонни Доссобуоно | Астрономічна обсерваторія Мадонни Доссобуоно |
| (43872) 1994 UL9                   | 1994 UL9             | 28 жовтня 1994    | Обсерваторія Кітт-Пік                        | Spacewatch                                   |
| (43873) 1994 VD                    | 1994 VD              | 1 листопада 1994  | Обсерваторія Оїдзумі                         | Такао Кобаяші                                |
| (43874) 1994 VZ6                   | 1994 VZ6             | 7 листопада 1994  | Обсерваторія Кушіро                          | Сейджі Уеда, Хіроші Канеда                   |
| (43875) 1994 WT3                   | 1994 WT3             | 24 листопада 1994 | Обсерваторія Кійосато                        | Сатору Отомо                                 |
| (43876) 1994 XV4                   | 1994 XV4             | 9 грудня 1994     | Обсерваторія Оїдзумі                         | Такао Кобаяші                                |
| (43877) 1995 BP11                  | 1995 BP11            | 29 січня 1995     | Обсерваторія Кітт-Пік                        | Spacewatch                                   |
| (43878) 1995 BS11                  | 1995 BS11            | 29 січня 1995     | Обсерваторія Кітт-Пік                        | Spacewatch                                   |
| (43879) 1995 CN6                   | 1995 CN6             | 1 лютого 1995     | Обсерваторія Кітт-Пік                        | Spacewatch                                   |
| (43880) 1995 CX7                   | 1995 CX7             | 2 лютого 1995     | Обсерваторія Кітт-Пік                        | Spacewatch                                   |
| 43881 Серрето (Cerreto)            | 1995 DA13            | 25 лютого 1995    | Обсерваторія Азіаґо                          | Маура Томбеллі, Клаудіо Касаччі              |
| 43882 Маурівіколі (Maurivicoli)    | 1995 EM1             | 7 березня 1995    | Обсерваторія Пістоїєзе                       | Лучано Тезі, Андреа Боаттіні                 |
| (43883) 1995 EK2                   | 1995 EK2             | 1 березня 1995    | Обсерваторія Кітт-Пік                        | Spacewatch                                   |
| (43884) 1995 FZ7                   | 1995 FZ7             | 25 березня 1995   | Обсерваторія Кітт-Пік                        | Spacewatch                                   |
| (43885) 1995 FJ9                   | 1995 FJ9             | 26 березня 1995   | Обсерваторія Кітт-Пік                        | Spacewatch                                   |
| (43886) 1995 GR7                   | 1995 GR7             | 3 квітня 1995     | Станція Сінлун                               | SCAP                                         |
| (43887) 1995 OS4                   | 1995 OS4             | 22 липня 1995     | Обсерваторія Кітт-Пік                        | Spacewatch                                   |
| (43888) 1995 OV8                   | 1995 OV8             | 27 липня 1995     | Обсерваторія Кітт-Пік                        | Spacewatch                                   |
| 43889 Осаватакаомі (Osawatakaomi)  | 1995 QH              | 17 серпня 1995    | Обсерваторія Наніо                           | Томімару Окуні                               |
| 43890 Катіяоттані (Katiaottani)    | 1995 QT3             | 31 серпня 1995    | Обсерваторія Сан-Вітторе                     | Обсерваторія Сан-Вітторе                     |
| (43891) 1995 SQ1                   | 1995 SQ1             | 21 вересня 1995   | Огляд Каталіна                               | Тімоті Спар                                  |
| (43892) 1995 SG21                  | 1995 SG21            | 19 вересня 1995   | Обсерваторія Кітт-Пік                        | Spacewatch                                   |
| (43893) 1995 ST32                  | 1995 ST32            | 21 вересня 1995   | Обсерваторія Кітт-Пік                        | Spacewatch                                   |
| (43894) 1995 TP                    | 1995 TP              | 12 жовтня 1995    | Обсерваторія Садбері                         | Денніс ді Сікко                              |
| (43895) 1995 UC4                   | 1995 UC4             | 20 жовтня 1995    | Обсерваторія Оїдзумі                         | Такао Кобаяші                                |
| (43896) 1995 UL4                   | 1995 UL4             | 20 жовтня 1995    | Обсерваторія Оїдзумі                         | Такао Кобаяші                                |
| (43897) 1995 VC                    | 1995 VC              | 1 листопада 1995  | Обсерваторія Оїдзумі                         | Такао Кобаяші                                |
| (43898) 1995 VN                    | 1995 VN              | 2 листопада 1995  | Обсерваторія Оїдзумі                         | Такао Кобаяші                                |
| (43899) 1995 VH1                   | 1995 VH1             | 15 листопада 1995 | Обсерваторія Кітамі                          | Кін Ендате, Кадзуро Ватанабе                 |
| (43900) 1995 VH2                   | 1995 VH2             | 13 листопада 1995 | Обсерваторія Наті-Кацуура                    | Йошісада Шімідзу, Такеші Урата               |

| ← Астероїди 40001—50000 → |             |             |             |             |             |             |             |             |             |
| 40001—40100               | 41001—41100 | 42001—42100 | 43001—43100 | 44001—44100 | 45001—45100 | 46001—46100 | 47001—47100 | 48001—48100 | 49001—49100 |
| 40101—40200               | 41101—41200 | 42101—42200 | 43101—43200 | 44101—44200 | 45101—45200 | 46101—46200 | 47101—47200 | 48101—48200 | 49101—49200 |
| 40201—40300               | 41201—41300 | 42201—42300 | 43201—43300 | 44201—44300 | 45201—45300 | 46201—46300 | 47201—47300 | 48201—48300 | 49201—49300 |
| 40301—40400               | 41301—41400 | 42301—42400 | 43301—43400 | 44301—44400 | 45301—45400 | 46301—46400 | 47301—47400 | 48301—48400 | 49301—49400 |
| 40401—40500               | 41401—41500 | 42401—42500 | 43401—43500 | 44401—44500 | 45401—45500 | 46401—46500 | 47401—47500 | 48401—48500 | 49401—49500 |
| 40501—40600               | 41501—41600 | 42501—42600 | 43501—43600 | 44501—44600 | 45501—45600 | 46501—46600 | 47501—47600 | 48501—48600 | 49501—49600 |
| 40601—40700               | 41601—41700 | 42601—42700 | 43601—43700 | 44601—44700 | 45601—45700 | 46601—46700 | 47601—47700 | 48601—48700 | 49601—49700 |
| 40701—40800               | 41701—41800 | 42701—42800 | 43701—43800 | 44701—44800 | 45701—45800 | 46701—46800 | 47701—47800 | 48701—48800 | 49701—49800 |
| 40801—40900               | 41801—41900 | 42801—42900 | 43801—43900 | 44801—44900 | 45801—45900 | 46801—46900 | 47801—47900 | 48801—48900 | 49801—49900 |
| 40901—41000               | 41901—42000 | 42901—43000 | 43901—44000 | 44901—45000 | 45901—46000 | 46901—47000 | 47901—48000 | 48901—49000 | 49901—50000 |